# Amélie (banda sonora)

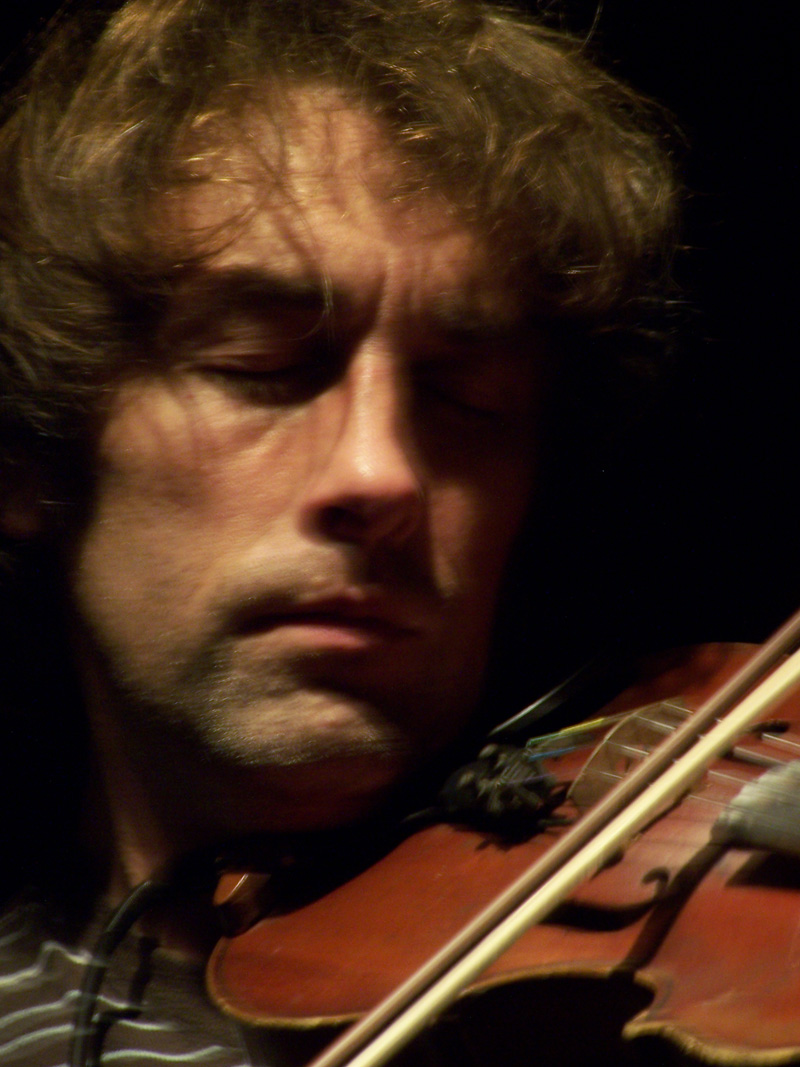
Compositor y músico francés Yann Tiersen.

Amélie es la banda sonora de la película francesa de 2001, Amélie, una película ambientada en París, Francia, sobre una joven tratando de ayudar y mejorar la vida de los que la rodean. Después de haber sido educada en casa desde la infancia, Amélie finalmente sale de su casa de toda la vida y comienza a descubrir su verdadera vocación: la adjudicación de sus vecinos y compañeros de amor y felicidad. Pero cuando las posibilidades de Amélie sobre su propio romance, su aventura comienza la historia verdaderamente capturado por la música de Yann Tiersen.

## Lista de canciones
Toda la música compuesta por Yann Tiersen. 
| N.º | Título | Duración |  |
| 1.  | «J'y suis jamais allé»                                                                                     | 1:34     |  |
| 2.  | «Les jours tristes» (Instrumental) (escrita por Tiersen y Neil Hannon)                                     | 3:03     |  |
| 3.  | «La valse d'Amélie»                                                                                        | 2:15     |  |
| 4.  | «Comptine d'un autre été : L'après-midi»                                                                   | 2:20     |  |
| 5.  | «La noyée»                                                                                                 | 2:03     |  |
| 6.  | «L'autre valse d'Amélie»                                                                                   | 1:33     |  |
| 7.  | «Guilty» (interpretada por Al Bowlly; escrita por Gus Kahn; compuesta por Richard A. Whiting y Harry Akst) | 3:13     |  |
| 8.  | «À quai»                                                                                                   | 3:32     |  |
| 9.  | «Le moulin»                                                                                                | 4:27     |  |
| 10. | «Pas si simple»                                                                                            | 1:52     |  |
| 11. | «La valse d'Amélie» (Versión orquestal)                                                                    | 2:00     |  |
| 12. | «La valse des vieux os»                                                                                    | 2:20     |  |
| 13. | «La dispute»                                                                                               | 4:15     |  |
| 14. | «Si tu n'étais pas là» (interpretado por Fréhel; escrita por Gaston Claret y Pierre Bayle)                 | 3:29     |  |
| 15. | «Soir de fête»                                                                                             | 2:55     |  |
| 16. | «La redécouverte»                                                                                          | 1:13     |  |
| 17. | «Sur le fil»                                                                                               | 4:23     |  |
| 18. | «Le banquet»                                                                                               | 1:31     |  |
| 19. | «La valse d'Amélie» (Piano Version)                                                                        | 2:38     |  |
| 20. | «La valse des monstres»                                                                                    | 3:39     |  |

| French CD bonus tracks |                                                              |          |  |
| N.º                    | Título                                                       | Duración |  |
| 21.                    | «L'autre valse d'Amélie» (Version quatuor à cordes et piano) | 1:43     |  |
| 22.                    | «Les deux pianos»                                            | 2:00     |  |
| 23.                    | «Comptine d'un autre été : La Démarche»                      | 2:03     |  |
| 24.                    | «La maison»                                                  | 2:03     |  |